# نموذج النمو المالثوسي
نموذج النمو المالتوسي ، الذي يُطلق عليه أحيانًا نموذج النمو الأسي البسيط ، هو في الأساس نمو أسي يعتمد على فكرة أن الدالة تتناسب مع السرعة التي تنمو بها الدالة. تم تسمية النموذج على اسم توماس روبرت مالتوس ، الذي كتب مقالًا عن مبدأ السكان An Essay on the Principle of Population (1798) ، وهو أحد أقدم الكتب وأكثرها تأثيرًا على السكان . 
النماذج المالتوسية لها الشكل التالي:
{\displaystyle P(t)=P_{0}e^{rt}}
حيث:
- P 0 = P (0) هو الحجم الأولي للسكان ،
- r = معدل النمو السكاني ، الذي أطلق عليه رونالد فيشر المعلمة المالتوسية للنمو السكاني في النظرية الوراثية للانتقاء الطبيعي ، [2] وأطلق ألفريد جيه لوتكا على معدل الزيادة الجوهري ، [3] [4]
- t = الوقت.

يمكن أيضًا كتابة النموذج في شكل معادلة تفاضلية:
{\displaystyle {\frac {dP}{dt}}=rP}
مع الشرط الأولي: P (0) = P 0
غالبًا ما يشار إلى هذا النموذج باسم القانون الأسي .  يعتبر على نطاق واسع في مجال علم البيئة السكانية باعتباره المبدأ الأول لديناميات السكان ،  مع مالثوس كمؤسس. لذلك يشار إلى القانون الأسي أحيانًا باسم قانون مالتوس .  في الوقت الحالي ، من المقبول على نطاق واسع مقارنة نمو Malthusian في علم البيئة بقانون نيوتن الأول للحركة المنتظمة في الفيزياء. 
كتب مالتوس أن جميع أشكال الحياة ، بما في ذلك البشر ، لديها ميل إلى النمو السكاني الأسي عندما تكون الموارد وفيرة ولكن هذا النمو الفعلي محدود بالموارد المتاحة:
طور بيير فرانسوا فيرهولست في عام 1838 نموذجًا للنمو السكاني المحدود بالقيود المفروضة على الموارد ، بعد أن قرأ مقال مالتوس. أطلق Verhulst على النموذج دالة لوجستية .

## أنظر أيضا
- ألبرت ألين بارتليت - من أبرز المؤيدين لنموذج النمو المالتوسي
- نموذج النمو الخارجي - نموذج النمو المرتبط بالاقتصاد
- نظرية النمو - الأفكار ذات الصلة من الاقتصاد
- الزيادة السكانية البشرية
- النمو الهائل - امتداد للنموذج المالتوسي الذي يفسر الانفجارات والانهيارات السكانية
- كارثة Malthusian
- النيو malthusianism
- نظرية وراثية للانتقاء الطبيعي

## روابط خارجية
- نموذج Malthusian Growth من Steve McKelvey ، قسم الرياضيات ، كلية Saint Olaf ، Northfield ، Minnesota
- نموذج لوجستي من Steve McKelvey ، قسم الرياضيات ، كلية Saint Olaf ، Northfield ، Minnesota
- قوانين البيئة السكانية د. بول د. هيميغ
- حول مبادئ وقوانين ونظريات البيئة السكانية أستاذ علم الحشرات ، آلان بيريمان ، جامعة ولاية واشنطن
- مقدمة في الديناميكا الاجتماعية الكبرى الأستاذ أندري كوروتاييف
- المدارات البيئية ليف جينزبورغ ، مارك كوليفان